# Neohylomys
Neohylomys is een geslacht van zoogdieren uit de familie van de egels (Erinaceidae). De wetenschappelijke naam van het geslacht werd in 1959 gepubliceerd door Shaw & Wong.

## Soorten
Er worden 2 soorten in dit geslacht geplaatst:
- Neohylomys hainanensis Shaw & Wong, 1959
- Neohylomys vietnamensis A. A. Bannikova et al., 2024